# Jens-Peter Becker
Jens-Peter Becker (* 7. März 1943 in Rotenburg (Wümme), damals Rotenburg in Hannover) ist ein pensionierter Hochschullehrer für Anglistik, Schriftsteller und unter dem Pseudonym Jay der einzige Autor des Weblogs SILVAE.

## Biografie
Aufgewachsen ist Jens-Peter Becker in der Weserstrasse in Bremen-Vegesack. Nach dem Besuch des dortigen Gerhard-Rohlfs-Gymnasiums folgte eine Ausbildung auf der Heeresoffizierschule I in Hannover und die Dienstzeit als Infanterieoffizier. Anschließend studierte er an den Universitäten Hamburg und Kiel Kunstgeschichte, Anglistik und Philosophie. Jens-Peter Becker promovierte 1973 mit einer Arbeit über den englischen Spionageroman und war danach 36 Jahre lang Dozent am Englischen Seminar der Christian-Albrechts-Universität zu Kiel. Neben seiner Lehr- und Forschungstätigkeit war er für die Fachbereichsbibliothek zuständig. Zu seiner umfangreichen Publikationsliste gehören Bücher, Lexikonartikel und Rezensionen zur englischen und amerikanischen Literatur sowie mehr als fünfzig wissenschaftliche Aufsätze.
Nach seiner Pensionierung begann Jens-Peter Becker als Jay seinen Blog SILVAE, in dem er sich mit anspruchsvollen kulturellen Themen wie etwa Literatur, Film, Geschichte, Mode, Uhren u. v. m. befasst. Die Internetadresse des Blogs https://loomings-jay.blogspot.com leitet sich aus der Überschrift des ersten Kapitels von Herman Melvilles Moby-Dick ab, eines Romans, der seit jeher zu den Forschungsschwerpunkten des im ehemaligen Walfänger-Hafenort aufgewachsenen Becker gehört. Seit Juli 2010 wurde der außergewöhnlich niveauvolle deutschsprachige Blog von ca. 6 Mio. Lesern aufgerufen (Stand August 2023).
Inzwischen hat Jay sechs spezielle Themenportale aus seinem Stammblog SILVAE ausgekoppelt:
- femmes (Huldigung)
- Silverscreen | Cinemabilia (Film / Kino)
- Tickendes Teufelsherz (Uhren)
- nixwiekunst (eben)
- Kleiderschrank (Männermode)
- The Simple Art of Murder (Der englische Kriminalroman)

„Vor kurzem sagte mir ein Leser: Ihr Blog ist ja sehr schön. Aber was in dem Blog ist denn von Ihnen? Als ich ihm sagte: alles, war für einen Augenblick Stille in der Telephonleitung. Ja, all das, was hier steht, hat Jay selbst geschrieben – und es macht ihm Spaß, sonst würde er nicht schreiben.“

## Werke von Jens-Peter Becker

### Monographien
- Der englische Spionageroman: Historische Entwicklung, Thematik, literarische Form. Goldmann Verlag, München 1973, ISBN 3-442-80019-6.
- mit Paul G. Buchloh: Der Detektivroman. Studien zur Geschichte und Form der englischen und amerikanischen Detektivliteratur. Wissenschaftliche Buchgesellschaft, Darmstadt 1973, ISBN 3-534-05379-6.
- Sherlock Holmes und Co. Essays zur englischen und amerikanischen Detektivliteratur. Goldmann Verlag, München 1975, ISBN 978-3-442-80018-6.
- mit Paul Gerhard Buchloh (Hrsg.): Der Detektiverzählung auf der Spur. Essays zur Form und Wertung der englischen Detektivliteratur. Darmstadt: Wissenschaftliche Buchgesellschaft, 1977, ISBN 978-3-534-06143-3.
- mit Paul G. Buchloh und Ralf J. Schröder (Hrsg.): Literatur und Film. Studien zu englischsprachigen Literatur und Kultur in Buch und Film. (Kieler Beiträge zur Erweiterung der Englischen Philologie, Band 4.) Kieler Verlag Wissenschaft und Bildung, Kiel 1985, ISBN 3-925053-04-2,
- Workbook zu Tennessee Williams’ “Cat on a hot tin roof”. Mende, Verl. Wiss. u. Bildung, Kiel 1988, ISBN 3-925053-12-3.
- (Hrsg.): Filme. Winter, Heidelberg 1988, ISBN 3-533-04118-2.
- Das Automobil und die amerikanische Kultur. Wissenschaftlicher Verlag Trier, Trier 1989, ISBN 978-3-922031-22-2.
- Best of Becker`s Blog 2010 – 2019. Stoltenberg Institute (Hrsg.) 2019, ISBN 978-0-9912758-5-4.

### Aufsätze (Auswahl)
- Edgar Allan Poe: The Gold-Bug, in: Hans Finger (Hrsg.), Interpretationen zu Irving, Melville und Poe. Frankfurt, 1971, S. 59–73.
- Murder Considered As One of the Fine Arts: Raymond Chandlers Erzählung I´ll Be Waiting, LWU VI,1(1973): 31–42.
- Das Bild Amerikas im Gedicht, 1606-1966, in: Hans Hunfeld und Gottfried Schröder (Hrsg.), Literatur im Englischunterricht der Sekundarstufe II. Kiel, 1976, S. 57–82.
- Melvilles Walbilder, in: Joachim Kruse (Hrsg.), Illustrationen zu Melvilles 'Moby-Dick' . Schleswig, 1976, S. 67–81.
- Zum Detektivroman im Unterricht – Nicolas Freelings Because of the Cats , anglistik & englischunterricht 2 (1977): 43–59
- Hollywood zwischen Kunst und Kommerz: Die Verfilmung von The Great Gatsby, in: Paul G. Buchloh, Jens P. Becker und Ralf J. Schröder (Hrsg.), Filmphilologie. Kiel, 1982, S. 117–134.
- Myths of violence: Die Darstellung von Gewalt im amerikanischen Gangsterfilm, in: Paul G. Buchloh, Jens P. Becker und Ralf J. Schröder (Hrsg.), Literatur und Film. Kiel, 1985, S. 179–202.
- Natur und Nationalismus: William Cullen Bryants Sonett an Thomas Cole, in: Perspektiven der Interpretation: Aufsätze zur englischen und amerikanischen Literatur und Landeskunde. In memoriam Paul G. Buchloh. Würzburg, 1987, S. 56–67.
- Echoes from the Jazz Age: The Great Gatsby, in: Franz-Josef Albersmeier und Volker Roloff (Hrsg.), Literaturverfilmungen. Frankfurt, 1989, S. 324–346.
- John le Carrés Smiley-Saga: nostalgia for a lost paradise, anglistik & englischunterricht 37 (1989): 99-111.
- Oh Lord, won´t you buy me a Mercedes-Benz: Der Mercedes-Mythos in der amerikanischen Werbung, in: Frank Krampikowski (Hrsg.), Amerikanisches Deutschlandbild und deutsches Amerikabild. Baltmannsweiler, 1990, S. 211-230. (Interkulturelle Erziehung in Praxis und Theorie Band 10).
- Tweedjackett und country look: Ein Streifzug durch die englische Herrenmode, anglistik & englischunterricht 46/47 (1992): 123-136.
- Country & Western: Top Ten, Studies in the Western II,1 (1994) 69-83.
- Monster, Replikanten und die Suche nach dem Gral: Die Fantasy-Filme der 80er Jahre, anglistik & englischunterricht 59 (1996): 17-32.
- Von Grashalmen und Menschen: Pare Lorentz‘ The Plow That Broke The Plains (1936), in: Michael Hoenisch (Hrsg.), Die Repräsentation sozialer Konflikte im Dokumentarfilm der USA. Trier, 1996, 59-82.
- James Stewart, Westernheld, Studies in the Western V (1997): 138-150.
- The Go-Between: Vom Roman zum Film, anglistik & englischunterricht 62 (1999): 387-405.
- Vom McCormick Reaper zum Marlboro Man: Der Westen in drei amerikanischen Werbeanzeigen, Studies in the Western XII (2003/2004): 91-108.
- The good-bad girl, Kavallerie Western, Film und Mode (Online), in: Hans J. Wulff und Theo Bender (Hrsg.), Lexikon der Filmbegriffe (Online)